# Manchester United F.C. mùa giải 2005–06
Mùa giải 2005–06 là mùa giải thứ 14 của Manchester United tại Premier League, và là mùa giải thứ 31 liên tiếp của họ ở giải đấu hàng đầu nước Anh.
Sau khi cán đích ở vị trí thứ ba trong cả hai mùa giải trước, Quỷ đỏ đã cải thiện đôi chút để kết thúc mùa giải 2005–06 ở vị trí thứ hai, mặc dù kém đội vô địch 8 điểm.
Tuy nhiên, bất chấp sự cải thiện về phong độ ở giải quốc nội, phong độ ở cúp châu Âu của United đã bị giáng một đòn nặng nề, khi câu lạc bộ không thể lọt vào vòng loại trực tiếp của UEFA Champions League lần đầu tiên kể từ 1994–95. Câu lạc bộ thi đấu tốt hơn ở FA Cup, lọt vào vòng thứ năm, nhưng thành công thực sự của họ đến ở League Cup, nơi họ đánh bại Wigan Athletic 4–0 trong trận chung kết. United trở thành câu lạc bộ đầu tiên trong lịch sử Premier League ghi được 1.000 bàn thắng, cột mốc đạt được vào ngày 29 tháng 10 trong trận thua 4–1 trước Middlesbrough tại Riverside, với bàn thắn duy nhất của Cristiano Ronaldo ghi.
Mùa giải 2005–06 cũng chứng kiến sự ra đi của đội trưởng câu lạc bộ Roy Keane, người đã ở Old Trafford từ năm 1993. Keane chơi trận cuối cùng cho câu lạc bộ vào ngày 18 tháng 9 năm 2005 trong trận hòa không bàn thắng với Liverpool, nhưng buộc phải rời sân chỉ diễn ra vài phút trước khi kết thúc trận đấu. Sau đó thông tin được tiết lộ rằng Keane đã dính chấn thương ở chân và cuối cùng anh ấy đã rời câu lạc bộ để đến với đội bóng thời thơ ấu Celtic vào ngày 18 tháng 11 năm 2005. Băng thủ quân sau đó được đảm nhiệm bởi đội phó Gary Neville. Vào ngày 25 tháng 11 năm 2005, chỉ bảy ngày sau khi Keane rời câu lạc bộ, người hâm mộ United đã vô cùng thương tiếc trước cái chết của cựu cầu thủ huyền thoại George Best, qua đời ở tuổi 59.

## Giao hữu tiền mùa giải
| Ngày      | Đối thủ             | Sân nhà/khách | Tỉ số | Cầu thủ ghi bàn                                                                 | Số lượng khán giả |
| --------- | ------------------- | ------------- | ----- | ------------------------------------------------------------------------------- | ----------------- |
| 16/7/2005 | Clyde               | A             | 5–1   | Kléberson 30', Scholes 48', Van Nistelrooy (2) 58' (pen.), 85', Miller 78'      | 8,000             |
| 20/7/2005 | Peterborough United | A             | 6–0   | Van Nistelrooy (3) 54', 77', 84', Ronaldo 69', 90', Rossi 81'                   | 15,460            |
| 23/7/2005 | Hong Kong XI        | A             | 2–0   | Rossi 69', Dong 73'                                                             | 33,971            |
| 26/7/2005 | Beijing Hyundai     | A             | 3–0   | Scholes (2) 40', 43', Park 48'                                                  | 24,224            |
| 28/7/2005 | Kashima Antlers     | N             | 1–2   | Giggs 7'                                                                        | 33,971            |
| 30/7/2005 | Urawa Red Diamonds  | A             | 2–0   | Rooney (2) 50', 65'                                                             | 58,389            |
| 3/8/2005  | Royal Antwerp       | A             | 6–1   | Van Nistelrooy (3) 12', 27' (pen.), 45', Scholes 15', Ronaldo 32', Fletcher 60' | 12,000            |
| 9/5/2006  | Celtic              | H             | 1–0   | Ronaldo 55'                                                                     | 69,591            |

## Ngoại hạng Anh
| Ngày       | Đối thủ              | Sân nhà/khách | Tỉ số | Cầu thủ ghi bàn                                               | Số lượng khán giả | Thứ hạng |
| ---------- | -------------------- | ------------- | ----- | ------------------------------------------------------------- | ----------------- | -------- |
| 13/8/2005  | Everton              | A             | 2–0   | Van Nistelrooy 43', Rooney 46'                                | 38,610            | 4        |
| 20/8/2005  | Aston Villa          | H             | 1–0   | Van Nistelrooy 66'                                            | 67,934            | 4        |
| 28/8/2005  | Newcastle United     | A             | 2–0   | Rooney 66', Van Nistelrooy 90'                                | 52,327            | 4        |
| 10/9/2005  | Manchester City      | H             | 1–1   | Van Nistelrooy 45'                                            | 67,839            | 4        |
| 18/9/2005  | Liverpool            | A             | 0–0   |                                                               | 44,917            | 3        |
| 24/9/2005  | Blackburn Rovers     | H             | 1–2   | Van Nistelrooy 67'                                            | 67,765            | 6        |
| 1/10/2005  | Fulham               | A             | 3–2   | Van Nistelrooy (2) 16' (pen.), 44', Rooney 17'                | 21,862            | 4        |
| 15/10/2005 | Sunderland           | A             | 3–1   | Rooney 40', Van Nistelrooy 76', Rossi 87'                     | 39,085            | 3        |
| 22/10/2005 | Tottenham Hotspur    | H             | 1–1   | Silvestre 7'                                                  | 67,856            | 5        |
| 29/10/2005 | Middlesbrough        | A             | 1–4   | Ronaldo 90'                                                   | 30,579            | 7        |
| 6/11/2005  | Chelsea              | H             | 1–0   | Fletcher 31'                                                  | 67,864            | 4        |
| 19/11/2005 | Charlton Athletic    | A             | 3–1   | Smith 37', Van Nistelrooy (2) 70', 85'                        | 26,730            | 3        |
| 27/11/2005 | West Ham United      | A             | 2–1   | Rooney 47', O'Shea 56'                                        | 34,755            | 2        |
| 3/12/2005  | Portsmouth           | H             | 3–0   | Scholes 20', Rooney 80', Van Nistelrooy 84'                   | 67,684            | 2        |
| 11/12/2005 | Everton              | H             | 1–1   | Giggs 15'                                                     | 67,831            | 3        |
| 14/12/2005 | Wigan Athletic       | H             | 4–0   | Ferdinand 30', Rooney (2) 35', 55', Van Nistelrooy 70' (pen.) | 67,793            | 2        |
| 17/12/2005 | Aston Villa          | A             | 2–0   | Van Nistelrooy 10', Rooney 51'                                | 37,128            | 2        |
| 26/12/2005 | West Bromwich Albion | H             | 3–0   | Scholes 35', Ferdinand 45', Van Nistelrooy 63'                | 67,972            | 2        |
| 28/12/2005 | Birmingham City      | A             | 2–2   | Van Nistelrooy 4', Rooney 53'                                 | 28,459            | 2        |
| 31/12/2005 | Bolton Wanderers     | H             | 4–1   | Ngotty 8' (o.g.), Saha 44', Ronaldo (2) 68', 90'              | 67,858            | 2        |
| 3/1/2006   | Arsenal              | A             | 0–0   |                                                               | 38,313            | 2        |
| 14/1/2006  | Manchester City      | A             | 1–3   | Van Nistelrooy 76'                                            | 47,192            | 2        |
| 22/1/2006  | Liverpool            | H             | 1–0   | Ferdinand 90'                                                 | 67,874            | 2        |
| 1/2/2006   | Blackburn Rovers     | A             | 3–4   | Saha 37', Van Nistelrooy (2) 63', 65'                         | 25,484            | 2        |
| 4/2/2006   | Fulham               | H             | 4–2   | Bocanegra 6' (o.g.), Ronaldo (2) 14', 86', Saha 23'           | 67,844            | 2        |
| 11/2/2006  | Portsmouth           | A             | 3–1   | Van Nistelrooy 18', Ronaldo (2) 38', 45'                      | 20,206            | 2        |
| 6/3/2006   | Wigan Athletic       | A             | 2–1   | Ronaldo 74', Chimbonda 90' (o.g.)                             | 23,524            | 2        |
| 12/3/2006  | Newcastle United     | H             | 2–0   | Rooney (2) 8', 12'                                            | 67,858            | 2        |
| 18/3/2006  | West Bromwich Albion | A             | 2–1   | Saha (2) 16', 64'                                             | 27,623            | 2        |
| 26/3/2006  | Birmingham City      | H             | 3–0   | Taylor 3' (o.g.), Giggs 15', Rooney 83'                       | 69,070            | 2        |
| 29/3/2006  | West Ham United      | H             | 1–0   | Van Nistelrooy 45'                                            | 69,522            | 2        |
| 1/4/2006   | Bolton Wanderers     | A             | 2–1   | Saha 33', Van Nistelrooy 79'                                  | 27,718            | 2        |
| 9/4/2006   | Arsenal              | H             | 2–0   | Rooney 54', Park 78'                                          | 70,908            | 2        |
| 14/4/2006  | Sunderland           | H             | 0–0   |                                                               | 72,519            | 2        |
| 17/4/2006  | Tottenham Hotspur    | A             | 2–1   | Rooney (2) 8', 36'                                            | 36,141            | 2        |
| 29/4/2006  | Chelsea              | A             | 0–3   |                                                               | 42,219            | 2        |
| 1/5/2006   | Middlesbrough        | H             | 0–0   |                                                               | 69,531            | 2        |
| 7/5/2006   | Charlton Athletic    | H             | 4–0   | Saha 19', Ronaldo 23', Euell 34' (o.g.), Richardson 58'       | 73,006            | 2        |

## FA Cup
| Ngày      | Vòng       | Đối thủ                 | Sân nhà/khách | Tỉ số | Cầu thủ ghi bàn                                    | Số lượng khán giả |
| --------- | ---------- | ----------------------- | ------------- | ----- | -------------------------------------------------- | ----------------- |
| 8/1/2006  | 3          | Burton Albion           | A             | 0–0   |                                                    | 6,191             |
| 18/1/2006 | 3 (đá lại) | Burton Albion           | H             | 5–0   | Saha 7', Rossi 23', 90', Richardson 52', Giggs 68' | 53,654            |
| 29/1/2006 | 4          | Wolverhampton Wanderers | A             | 3–0   | Richardson (2) 6', 52', Saha 45'                   | 28,333            |
| 18/2/2006 | 5          | Liverpool               | A             | 0–1   |                                                    | 44,039            |

## League Cup
| Ngày       | Vòng            | Đối thủ              | Sân nhà/khách | Tỉ số | Cầu thủ ghi bàn                                        | Số lượng khán giả |
| ---------- | --------------- | -------------------- | ------------- | ----- | ------------------------------------------------------ | ----------------- |
| 26/10/2005 | 3               | Barnet               | H             | 4–1   | Miller 4', Richardson 19', Rossi 51', Ebanks-Blake 89' | 43,673            |
| 30/11/2005 | 4               | West Bromwich Albion | H             | 3–1   | Ronaldo 12' (pen.), Saha 16', O'Shea 56'               | 48,294            |
| 20/12/005  | 5               | Birmingham City      | A             | 3–1   | Saha (2) 46', 63', Park 50'                            | 20,454            |
| 11/1/2006  | Bán kết lượt đi | Blackburn Rovers     | A             | 1–1   | Saha 30'                                               | 24,348            |
| 25/1/2006  | Bán kết lượt về | Blackburn Rovers     | H             | 2–1   | Van Nistelrooy 8', Saha 51'                            | 61,637            |
| 26/2/2006  | Chung kết       | Wigan Athletic       | N             | 4–0   | Rooney (2) 33', 61', Saha 55', Ronaldo 59'             | 66,866            |

## UEFA Champions League

### Vòng loại thứ ba
| Ngày      | Vòng                    | Đối thủ  | Sân nhà/khách | Tỉ số | Cầu thủ ghi bàn                            | Số lượng khán giả |
| --------- | ----------------------- | -------- | ------------- | ----- | ------------------------------------------ | ----------------- |
| 9/8/2005  | Vòng loại thứ 3 lượt đi | Debrecen | H             | 3–0   | Rooney 7', Van Nistelrooy 49', Ronaldo 63' | 51,701            |
| 24/8/2005 | Vòng loại thứ 3 lượt về | Debrecen | A             | 3–0   | Heinze (2) 20', 61', Richardson 65'        | 27,000            |

### Vòng bảng
| Ngày       | Đối thủ    | Sân nhà/khách | Tỉ số | Cầu thủ ghi bàn               | Số lượng khán giả |     |
| ---------- | ---------- | ------------- | ----- | ----------------------------- | ----------------- | --- |
| 14/9/2005  | Villarreal | A             | 0–0   |                               | 22,000            | 2nd |
| 27/9/2005  | Benfica    | H             | 2–1   | Giggs 39', Van Nistelrooy 85' | 66,112            | 1st |
| 18/10/2005 | Lille      | H             | 0–0   |                               | 60,626            | 1st |
| 2/11/2005  | Lille      | A             | 0–1   |                               | 65,000            | 3rd |
| 22/11/2005 | Villarreal | H             | 0–0   |                               | 67,471            | 3rd |
| 7/12/2005  | Benfica    | A             | 1–2   | Scholes 6'                    | 61,000            | 4th |

## Thống kê đội hình
| Số áo. | Vị trí. | Cầu thủ             | Ngoại hạng Anh | Ngoại hạng Anh | FA Cup | FA Cup | Cúp liên đoàn | Cúp liên đoàn | Cúp châu Âu | Cúp châu Âu | Tổng cộng | Tổng cộng |
| Số áo. | Vị trí. | Cầu thủ             | Trận           | Bàn            | Trận   | Bàn    | Trận          | Bàn           | Trận        | Bàn         | Trận      | Bàn       |
| ------ | ------- | ------------------- | -------------- | -------------- | ------ | ------ | ------------- | ------------- | ----------- | ----------- | --------- | --------- |
| 1      | TM      | Tim Howard          | 0(1)           | 0              | 2      | 0      | 3             | 0             | 0           | 0           | 5(1)      | 0         |
| 2      | HV      | Gary Neville (vc)   | 24(1)          | 0              | 2(1)   | 0      | 5             | 0             | 3(1)        | 0           | 34(3)     | 0         |
| 3      | HV      | Patrice Evra        | 7(4)           | 0              | 0(1)   | 0      | 1(1)          | 0             | 0           | 0           | 8(6)      | 0         |
| 4      | HV      | Gabriel Heinze      | 2(2)           | 0              | 0      | 0      | 0             | 0             | 2           | 2           | 4(2)      | 2         |
| 5      | HV      | Rio Ferdinand       | 37             | 3              | 1(1)   | 0      | 4(1)          | 0             | 8           | 0           | 50(2)     | 3         |
| 6      | HV      | Wes Brown           | 17(2)          | 0              | 4      | 0      | 5             | 0             | 3           | 0           | 29(2)     | 0         |
| 7      | TĐ      | Cristiano Ronaldo   | 24(9)          | 9              | 1(1)   | 0      | 4             | 2             | 8           | 1           | 37(10)    | 12        |
| 8      | TĐ      | Wayne Rooney        | 34(2)          | 16             | 2(1)   | 0      | 3(1)          | 2             | 5           | 1           | 44(4)     | 19        |
| 9      | TĐ      | Louis Saha          | 12(7)          | 7              | 3(1)   | 2      | 5             | 6             | 0(2)        | 0           | 20(10)    | 15        |
| 10     | TĐ      | Ruud van Nistelrooy | 28(7)          | 21             | 2      | 0      | 1(1)          | 1             | 8           | 2           | 39(8)     | 24        |
| 11     | TV      | Ryan Giggs          | 22(5)          | 2              | 1(1)   | 1      | 3             | 0             | 4(1)        | 1           | 30(7)     | 4         |
| 13     | TV      | Park Ji-sung        | 23(11)         | 1              | 1(1)   | 0      | 3             | 1             | 0(6)        | 0           | 27(18)    | 2         |
| 14     | TĐ      | Alan Smith          | 15(6)          | 1              | 0(2)   | 0      | 1(1)          | 0             | 7(1)        | 0           | 23(10)    | 1         |
| 15     | HV      | Nemanja Vidić       | 9(2)           | 0              | 2      | 0      | 0(2)          | 0             | 0           | 0           | 11(4)     | 0         |
| 16     | TV      | Roy Keane (c)       | 4(1)           | 0              | 0      | 0      | 0             | 0             | 1           | 0           | 5(1)      | 0         |
| 17     | TV      | Liam Miller         | 0(1)           | 0              | 0      | 0      | 1             | 1             | 0(1)        | 0           | 1(2)      | 1         |
| 18     | TV      | Paul Scholes        | 18(2)          | 2              | 0      | 0      | 0             | 0             | 7           | 1           | 25(2)     | 3         |
| 19     | TM      | Edwin van der Sar   | 38             | 0              | 2      | 0      | 3             | 0             | 8           | 0           | 51        | 0         |
| 20     | TĐ      | Ole Gunnar Solskjær | 0(3)           | 0              | 2      | 0      | 0             | 0             | 0           | 0           | 2(3)      | 0         |
| 22     | HV      | John O'Shea         | 34             | 1              | 2      | 0      | 3(1)          | 1             | 7           | 0           | 46(1)     | 2         |
| 23     | TV      | Kieran Richardson   | 12(10)         | 1              | 4      | 3      | 4(1)          | 1             | 2(3)        | 1           | 22(14)    | 5         |
| 24     | TV      | Darren Fletcher     | 23(4)          | 1              | 2(1)   | 0      | 4             | 0             | 7           | 0           | 36(5)     | 1         |
| 25     | TV      | Quinton Fortune     | 0              | 0              | 0      | 0      | 0             | 0             | 0           | 0           | 0         | 0         |
| 26     | HV      | Phil Bardsley       | 3(5)           | 0              | 2      | 0      | 1(1)          | 0             | 2(1)        | 0           | 8(7)      | 0         |
| 27     | HV      | Mikaël Silvestre    | 30(3)          | 1              | 4      | 0      | 4(1)          | 0             | 6           | 0           | 44(4)     | 1         |
| 28     | HV      | Gerard Piqué        | 1(2)           | 0              | 2      | 0      | 1(1)          | 0             | 0           | 0           | 4(3)      | 0         |
| 30     | TM      | Luke Steele         | 0              | 0              | 0      | 0      | 0             | 0             | 0           | 0           | 0         | 0         |
| 40     | TĐ      | Sylvan Ebanks-Blake | 0              | 0              | 0      | 0      | 1             | 1             | 0           | 0           | 1         | 1         |
| 42     | TĐ      | Giuseppe Rossi      | 1(4)           | 1              | 2      | 2      | 3             | 1             | 0(2)        | 0           | 6(6)      | 4         |
| 44     | HV      | Adam Eckersley      | 0              | 0              | 0      | 0      | 1             | 0             | 0           | 0           | 1         | 0         |
| 46     | TV      | Lee Martin          | 0              | 0              | 0      | 0      | 1             | 0             | 0           | 0           | 1         | 0         |
| 49     | TV      | Ritchie Jones       | 0              | 0              | 1      | 0      | 1(2)          | 0             | 0           | 0           | 2(2)      | 0         |
| 50     | TV      | Darron Gibson       | 0              | 0              | 0      | 0      | 0(1)          | 0             | 0           | 0           | 0(1)      | 0         |